# 劉龍 (隋朝)
刘龙（？—？），普乐郡（今宁夏回族自治区吴忠市）人，自称祖籍河间郡乐城县（今河北省沧州市献县），北齐、北周、隋朝官员。

## 生平
刘龙是东魏大司马刘丰生第三子，性格强干精明，有灵巧的心思。在北齐，齐后主知道他后，令他修三爵台，非常符合皇帝的心意，因而历任的官职高名誉大。隋文帝即位後，对他非常亲近重用。开皇时，拜他为右卫将军，兼任将作大匠。隋朝从未央宫迁都到大兴城开始，刘龙与高颎参与掌管规章制度，称为能干.